# NGC 165
NGC 165 est une galaxie spirale barrée située dans la constellation de la Baleine. NGC 165 a été découverte par l'astronome allemand Wilhelm Tempel en 1882.

## Caractéristiques
Sa vitesse par rapport au fond diffus cosmologique est de 5 559 ± 23 km/s, ce qui correspond à une distance de Hubble de 82,0 ± 5,8 Mpc (∼267 millions d'al).
À ce jour, sept mesures non basées sur le décalage vers le rouge (redshift) donnent une distance de 73,100 ± 10,251 Mpc (∼238 millions d'al), ce qui est à l'intérieur des valeurs de la distance de Hubble. Notons cependant que c'est avec la valeur moyenne des mesures indépendantes, lorsqu'elles existent, que la base de données NASA/IPAC calcule le diamètre d'une galaxie et qu'en conséquence le diamètre de NGC 165 pourrait être d'environ 37,8 kpc (∼123 000 al) si on utilisait la distance de Hubble pour le calculer.
La classe de luminosité de NGC 165 est II-III et elle présente une large raie HI. Selon la base de données Simbad, NGC 165 est une radiogalaxie.